# Гюльзебург
Гюльзебург (нім. Hülseburg) — громада в Німеччині, розташована в землі Мекленбург-Передня Померанія. Входить до складу району Людвігслуст-Пархім. Складова частина об'єднання громад Гагенов-Ланд.
Площа — 9,09 км2. Населення становить 161 ос. (станом на 31 грудня 2020).

## Галерея

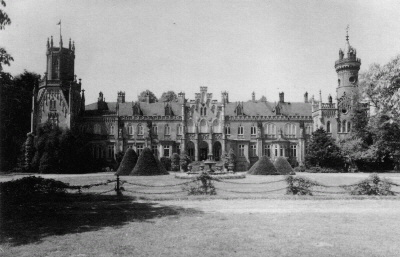
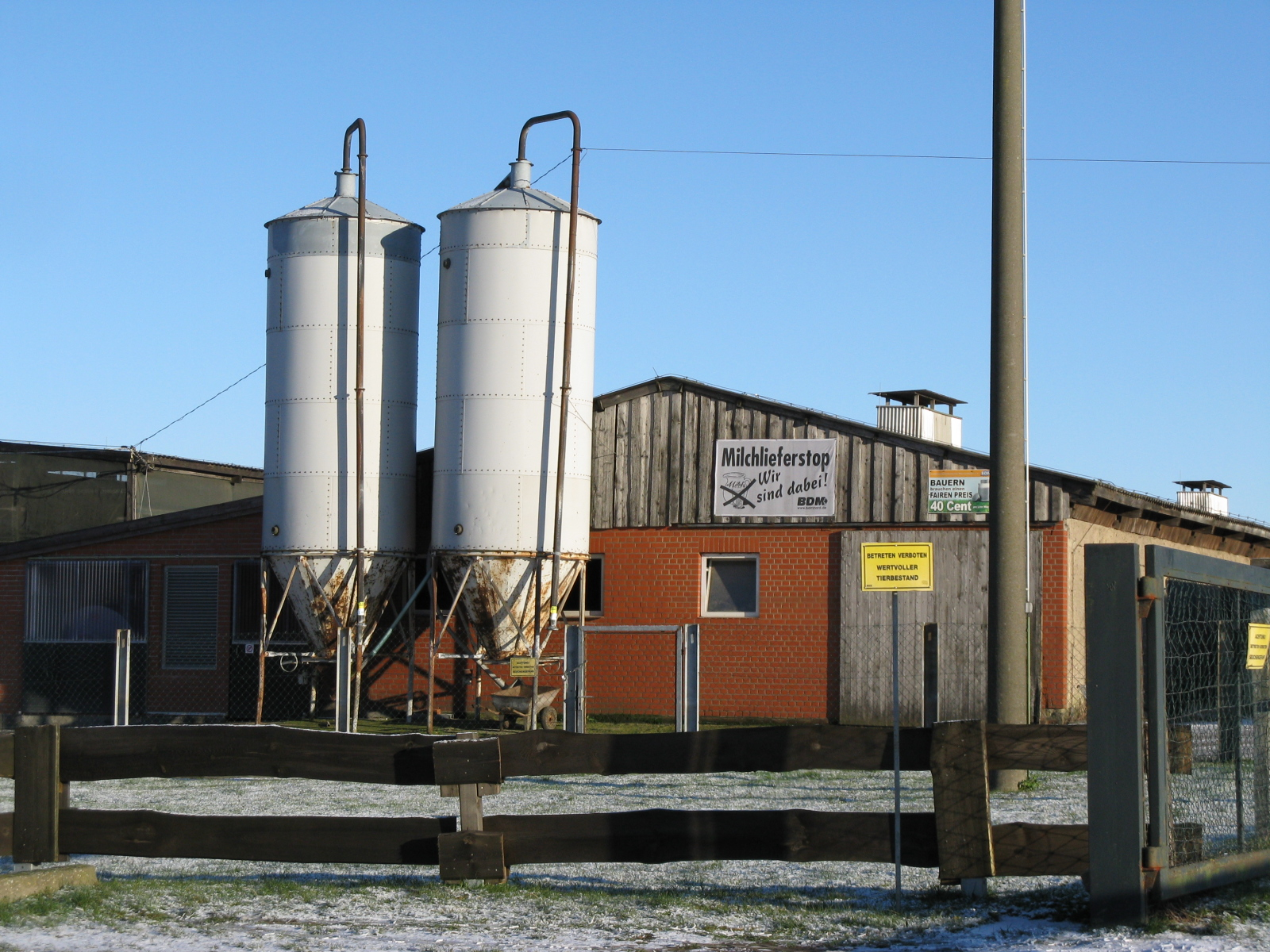